# Ищенко, Фёдор Васильевич
Фёдор Васильевич Ищенко (укр. Федір Васильович Іщенко; 5 мая 1912, Вязовок, Черниговской губернии (ныне Городищенский район (Черкасская область), Украина) — 6 сентября 2001, Киев) — украинский и советский актёр театра и кино, педагог. Заслуженный артист Украины (1999). Член Национального союза кинематографистов Украины (1996).

## Биография
В 1940 году окончил Киевский театральный институт, после чего работал в Волынском украинском музыкально-драматическом театре в Луцке.
Участник Великой Отечественной войны.
С 1946 года выступал в Киеве: был актёром Театра военного округа, в 1950—1951 годах — Киевского ТЮЗа, в 1951—1955 годах — областного украинского драматического театра, в 1955—1964 годах — Театра музыкальной комедии.
Одновременно в 1964—1976 годах преподавал в Киевском институте театрального искусства.
Создал на сцене ряд персонажей героического плана.
В кино снимался с 1937 года.

## Избранная фильмография
- Щорс (1939) — Петро Чиж
- Малахов курган (1944) — матрос Федорченко
- Я — черноморец! (1944) —  командир корабля
- Пламя гнева (1956) — Завирюха
- Дорогой ценой (1957) — Савка
- Партизанская искра (1957) —  эпизод
- Голубая стрела (1958) —  эпизод
- Киевлянка (1959, 1 с.) — Омелько Кандыш
- Таврия (1959) — Леонтий
- Кровь людская — не водица (1960) — Александр Пидопригора
- Дмитро Горицвит (1961) — Александр Пидопригора
- Радость моя (1961) —  эпизод
- Сон (1964) — кобзарь
- Над нами Южный Крест (1965) —  эпизод
- Гадюка (1965) —  эпизод
- Обратной дороги нет (1970) —  Николай Коваль
- Семья Коцюбинских (1970) — эпизод
- В бой идут одни «старики» (1973) — эпизод